# Augustijn Robaert
Augustijn Robaert (? - Edam, 1617) was een Nederlands kaartenmaker in het begin van de Gouden Eeuw.
In 1592 woonde Augustijn Robaert te Edam en kreeg financiële ondersteuning van zijn zus, Catharina, die met Bernardus Paludanus was getrouwd. Van Paludanus, Jan Huygen van Linschoten, Cornelis Doetsz en Petrus Plancius verkreeg hij waarschijnlijk zijn cartografische kennis.
Vanaf 1599 leverde hij kaarten aan maatschappijen die zich bezighielden met overzeese handel. Zo was het Robaert die in 1600 de paskaarten leverde bij de equipage van de vloot van Van Neck. In 1602 begon hij ook kaarten aan de pas opgerichte VOC te verkopen, die soms wel 75 gulden per stuk opleverden. Hij was in 1602 in staat om 600 gulden te investeren in de VOC.
In 1606 woonde hij inmiddels te Amsterdam. Door de hoge kwaliteit van de door hem geleverde kaarten, slaagde hij erin een belangrijk aandeel te verwerven in de leverantie van zeekaarten, zowel aan de kamer Amsterdam als aan de andere kamers van de VOC. Vanaf 1611 leverde hij zijn kaarten alleen nog aan de VOC. Voor de uitrusting van vijf schepen betaalde de kamer Amsterdam in 1616 meer dan 1447 pond voor paskaarten aan Robaert. Een deel van deze kaarten werd geleverd aan de kamers Middelburg, Delft, Rotterdam, Hoorn en Enkhuizen, welke hier de rekening voor kregen. Gedurende zijn leven werd Amsterdam het centrum van de handel en productie van zeekaarten, maar Robaert liet zijn kaarten waarschijnlijk in Edam vervaardigen.
Op 29 september 1617 werd hij te Edam begraven. Toen Robaert stierf werd Hessel Gerritsz benoemd tot kaartenmaker van de VOC. Vanaf dat moment werden alle kamers van de VOC verplicht de kaarten bij de kaartenmaker van de VOC af te nemen.